# Caronte (serie de televisión)
Caronte es una serie de televisión española producida por Mediaset España y Big Bang Media. Protagonizada por Roberto Álamo, Carlos Hipólito, Belén López y Miriam Giovanelli, su estreno tuvo lugar el 6 de marzo de 2020 en Amazon Prime. En un primer lugar, la serie sería emitida en Telecinco, pero debido a problemas de espacios en la cadena principal de Mediaset España, decidió estrenarse en Cuatro.

## Argumento
Samuel Caronte (Roberto Álamo), un expolicía que fue acusado de un delito que no había cometido. A pesar de tratar de defender por todos los medios su inocencia, el caso le costó su placa y una larga temporada en la cárcel. El exagente aprovechó este tiempo en prisión para convertirse en un abogado penalista y así poder ayudar con sus argumentos legales a otros que hayan pasado por su situación. No obstante, por mucho que quiera orientar su vida hacia un nuevo territorio, el pasado siempre vuelve.

## Reparto

### Principal
- Roberto Álamo – Samuel Caronte
- Miriam Giovanelli – Marta Pelayo
- Belén López – Julia (Episodio 1 - Episodio 11; Episodio 13)
- Raúl Tejón – Aurelio
- Itziar Atienza – Paula Caronte (Episodio 1; Episodio 3; Episodio 6 - Episodio 8; Episodio 11 - Episodio 13)
- Marta Larralde – Natalia (Episodio 1 - Episodio 11; Episodio 13)
- Álex Villazán – Guillermo Alfaro
- Andrea Trepat – Irina Petrenko (Episodio 1 - Episodio 5; Episodio 7 - Episodio 13)
- Luis Rallo – Ignacio Alfaro (Episodio 1 - Episodio 2; Episodio 4 - Episodio 5; Episodio 7 - Episodio 11; Episodio 13)

con la colaboración especial de
- Carlos Hipólito – Comisario Paniagua
- Julieta Serrano – Madre de Caronte (Episodio 1; Episodio 3; Episodio 11 - Episodio 12)

### Recurrente
- Iñaki Ardanaz – Bernardo Santos (Episodio 1; Episodio 4 - Episodio 5; Episodio 7; Episodio 11 - Episodio 13)
- Jorge Benito – Kolya Petrenko (Episodio 1 - Episodio 5; Episodio 7; Episodio 12)
- Iñigo Gastesi – Juan  (Episodio 1 - Episodio 2; Episodio 4 - Episodio 6; Episodio 9 - Episodio 10)
- Javier Ríos – Edu (Episodio 2; Episodio 4 - Episodio 5; Episodio 9)
- Alfonso Torregrosa – Juez Aráuz (Episodio 2 - Episodio 3; Episodio 5; Episodio 7 - Episodio 8; Episodio 11; Episodio 13)
- Fernando Barona – Toni (Episodio 3; Episodio 5 - Episodio 8; Episodio 11 - Episodio 13)
- Sofía Oria – Irene (Episodio 3; Episodio 6 - Episodio 9; Episodio 11 - Episodio 13)
- Isabel Naveira – Fiscal (Episodio 7 - Episodio 8; Episodio 10)
- Sonia Almarcha – Pilar (Episodio 11 - Episodio 13)
- Martin Aslan – Volkov (Episodio 9 - Episodio 10 - Episodio 13)

### Episódico
- Miguel Bernardeau – Javier Sáez Fragua (Episodio 1)
- Nathalie Poza – Edurne Fragua (Episodio 1)
- Candela Serrat – Sonia Vela (Episodio 1)
- Daniel Ibáñez – Ricardo Parma Calanda (Episodio 1)
- Ana Labordeta – Jueza (Episodio 1)
- Javier Ruiz de Somavía – Antonio Muriel (Episodio 1)
- Danelbis González – Samira (Episodio 1)
- Pablo Álvarez – José Luis Rodríguez Garcel (Episodio 1)
- Ángel Soret – Fernando Cuerda Rangil (Episodio 1)
- José Emilio Vera – Pedro Tomás Buytrago (Episodio 1)
- Jorge Bosch – Hilario Méntrida (Episodio 2)
- Anahí de la Fuente – Vanesa Méntrida (Episodio 2)
- Allende Blanco – Elisa Gallardo (Episodio 2)
- Raquel Guerrero – Teresa (Episodio 2)
- Ángel Héctor Sánchez – Juan Luis Ruiz Callejo (Episodio 2)
- Álex Larumbe – Jorge López Viñuelas (Episodio 2 - Episodio 3)
- Oleg Kricunova – Yuri (Episodio 2)
- Óscar Oliver – Víctor (Episodio 2)
- Pilar Gómez – Sara Gómez (Episodio 3)
- Joaquín Núñez – Tomás Blázquez (Episodio 3)
- Maica Barroso – Jueza (Episodio 3)
- Paco Ochoa – Abraham Montero (Episodio 3)
- David Tenreiro – Nicolás (Episodio 3)
- Daniela Rubio - Luna Blázquez Gómez (Episodio 3)
- Pepa Gracia – Ángela (Episodio 3)
- Rocío Vidal – Patricia (Episodio 3; Episodio 12)
- Paco Lahoz - Fernando Olmedo (Episodio 3)
- Malena Gutiérrez – Gloria Martínez Peña (Episodio 4)
- Mauricio Bautista – Ricardo Andrade Martínez (Episodio 4)
- Virginia de Morata – Susana Romero (Episodio 4)
- Natalia Hernández – Jueza Amalia Barallobre (Episodio 4)
- Manuel Fernández Nieves - Pedro Rodríguez (Episodio 4)
- Diego Braguinsky – Dueño de Garlonsa (Episodio 4)
- Paku Granxa - Raquel Mendoza Gómez (Episodio 4)
- Rubén Carballés – Bosco Santirso (Episodio 4)
- Mara Guil – Berta (Episodio 4)
- Teresa Arbolí – Madre de Natalia (Episodio 5)
- Arlette Torres – Jennifer Carreño (Episodio 5)
- Jasmine Roldan – Perla Rodríguez (Episodio 5)
- Katrina Adamska – Dana (Episodio 5)
- Raúl Prieto – Rodrigo Hernández (Episodio 6 - Episodio 7)
- Marta Nieto – Cleo Torres-Soler (Episodio 7)
- María Ballesteros – Penélope Torres-Soler (Episodio 7)
- Álex Adróver – Doctor Carlos Remón (Episodio 7)
- Alberto Amarilla – Miguel Atienza (Episodio 8)
- Inma Isla – Amalia (Episodio 8)
- Boré Buika – Adeyemi (Episodio 9)
- Inés Sánchez – Adela Valbuena (Episodio 10)
- María Salgueiro – Rosa María González (Episodio 10)
- Carolina Yuste – Ana (Episodio 11)
- Pablo Béjar (actor) – Enrique Sanz (Episodio 11)
- Josep Linuesa – Padre de Acusado (Episodio 11)
- Alejandro Albarracín – Mario Granados (Episodio 12)

#### Con la colaboración especial de
- Eva Martín – Juez Sarcillo (Episodio 9)

## Episodios
El primer episodio de la serie se estrenó simultáneamente en varios canales del grupo Mediaset España: Cuatro, FDF, Divinity, Energy y Be Mad.
Las audiencias del primer episodio fueron en total 1 651 000 (11,5%):
- Cuatro: 1 119 000 (7,9%)
- FDF: 161 000 (1,1%)
- Divinity: 148 000 (1,0%)
- Energy: 162 000 (1,1%)
- Be Mad: 61 000 (0,4%)

| N.º (serie) | N.º (temp.) | Título                 | Dirección         | Guion                                  | Fecha de Estreno en Amazon Prime Video | Fecha de Estreno en Cuatro | Audiencia        |
| ----------- | ----------- | ---------------------- | ----------------- | -------------------------------------- | -------------------------------------- | -------------------------- | ---------------- |
| 1           | 1           | «La laguna Estigia»    | Alberto Ruiz Rojo | Verónica Fernández                     | 6 de marzo de 2020                     | 15 de marzo de 2021        | 1 119 000 (7,9%) |
| 2           | 2           | «Insurrección»         | Alberto Ruiz Rojo | Verónica Fernández                     | 6 de marzo de 2020                     | 22 de marzo de 2021        | 822 000 (6,3%)   |
| 3           | 3           | «El infierno»          | Sandra Gallego    | Verónica Fernández y Antonio Hernández | 6 de marzo de 2020                     | 29 de marzo de 2021        | 765 000 (5,3%)   |
| 4           | 4           | «Goliat»               | Sandra Gallego    | Eligio R. Montero                      | 6 de marzo de 2020                     | 5 de abril de 2021         | 763 000 (5,6%)   |
| 5           | 5           | «Paradise»             | Sandra Gallego    | David Moreno                           | 6 de marzo de 2020                     | 12 de abril de 2021        | 668 000 (5,1%)   |
| 6           | 6           | «Un lugar feliz»       | Joaquín Llamas    | Mikel Barón y Natxo López              | 6 de marzo de 2020                     | 19 de abril de 2021        | 723 000 (5,7%)   |
| 7           | 7           | «Inmarcesible»         | Joaquín Llamas    | Natxo López                            | 6 de marzo de 2020                     | 26 de abril de 2021        | 585 000 (4,8%)   |
| 8           | 8           | «Supergirl»            | Jesús Font        | Patricia Trueba                        | 6 de marzo de 2020                     | 3 de mayo de 2021          | 561 000 (4,4%)   |
| 9           | 9           | «El hombre sin rostro» | Jesús Font        | Mikel Barón                            | 6 de marzo de 2020                     | 10 de mayo de 2021         | 485 000 (3,8%)   |
| 10          | 10          | «Lirios rojos»         | Sandra Gallego    | Patricia Trueba                        | 6 de marzo de 2020                     | 17 de mayo de 2021         | 439 000 (4,5%)   |
| 11          | 11          | «Ana»                  | Sandra Gallego    | Jordi Terradas y Roberto Jiménez       | 6 de marzo de 2020                     | 24 de mayo de 2021         | 378 000 (3,7%)   |
| 12          | 12          | «Salgorint»            | Joaquín Llamas    | Patricia Trueba                        | 6 de marzo de 2020                     | 31 de mayo de 2021         | 379 000 (3,7%)   |
| 13          | 13          | «Déjà vu»              | Joaquín Llamas    | Natxo López                            | 6 de marzo de 2020                     | 7 de junio de 2021         | 347 000 (3,5%)   |